# جولیوس استرن
جولیوس استرن (انگلیسی: Julius Stern؛ ‏ ۲۲ مارس ۱۸۸۶ – ۲۶ آوریل ۱۹۷۷) با نام اصلی یولیوس اشترن، تهیه‌کننده فیلم اهل آلمان و ایالات متحده آمریکا بود.
از فیلم‌هایی که وی در آن‌ها نقش داشته است، می‌توان به باغ‌وحش کی؟، سلام دردسر، یالله بجنب، پیشخدمت، دل در گرو، عشق بی دردسر، سلطان آشپزخانه، اول تجارت، بعد صداقت و ماهی خال‌دار اشاره نمود.